# Microthoraciidae
Microthoraciidae – rodzina skórnych pasożytów ssaków należąca do rzędu Phthiraptera. Powodują chorobę zwaną wszawicą. 
Microthoraciidae stanowią rodzinę składającą się obecnie z 1 rodzaju:
- Microthoracius - rodzaj ten obecnie składa się z 4 gatunków wszy.